# Yves Navarre
Yves Navarre (* 24. September 1940 in Condom; † 24. Januar 1994 in Paris) war ein französischer Schriftsteller.

## Biographie
Nach einem Literaturstudium an der Universität Lille (Spanisch, Englisch und moderne französische Literatur) besuchte Yves Navarre die Ecole des Hautes Etudes Commerciales du Nord (EDHEC), an der er 1964 abschloss. Danach arbeitete er in der Werbung.
1958, also im Alter von 18 Jahren, schrieb er seinen ersten Roman, der abgelehnt wurde. Mehr als einem Dutzend weiterer Romane sollte es nicht besser ergehen. Erst 1971 wurde ein Manuskript von ihm angenommen, Lady Black, ein Roman, dessen Hauptfiguren Transvestiten sind.
Sein dritter Roman, Les Loukoums (1973), in dessen Zentrum eine geheimnisvolle Krankheit steht, die sich über New York ausbreitet, machte Yves Navarre einer breiteren Leserschaft bekannt. Von da an erschien praktisch jedes Jahr ein neuer Roman von ihm, der oft die Liebe zwischen zwei Männern zum Thema hat (Le Petit Galopin de nos corps, 1977, Portrait de Julien devant la fenêtre, 1979). Er verfasste aber auch Theaterstücke wie Il pleut, si on tuait papa-maman, Dialogue de sourdes, La Guerre des piscines, Lucienne de Carpentras (in welchem wir einer der Hauptfiguren aus Les Loukoums wiederbegegnen, Lucy Balfour) oder Les dernières clientes.
Im Roman Le Jardin d'acclimatation wird die Geschichte eines jungen Mannes aus guter Familie erzählt, der wegen seiner Homosexualität in eine Anstalt eingewiesen und dort einer Lobotomie unterzogen wird. Dieses Buch wurde 1980 mit dem Prix Goncourt ausgezeichnet.
Zwischen 1981 und 1989 war Yves Navarre Wortführer der Homosexuellen unter Präsident François Mitterrand, doch als Autor fühlte er sich verkannt.
Von 1990 bis 1993 lebte er im kanadischen Montréal. Sein 1991 erschienener Roman Ce sont amis que vent emporte ist in dieser Stadt angesiedelt. Der Bildhauer Roch lebt mit seinem Freund, dem Tänzer David, zusammen. Erzählt wird ihr Kampf gegen Aids, an dem beide erkrankt sind.
Zurück in Frankreich, nahm sich Yves Navarre wegen Depressionen am 24. Januar 1994 mit Barbituraten das Leben.

## Werke

### Romane
- Lady Black, Flammarion, 1971
- Evolène, Flammarion, 1972
- Les Loukoums, Flammarion, 1973, deutsch von Trésy Lejoly und Heinz Jentner: Loukoum, Verlag Rosa Winkel, Berlin 1986
- Le Cœur qui cogne, Flammarion, 1974
- Killer: roman, Flammarion, 1975
- Plum Parade: vingt-quatre heures de la vie d'un mini-cirque, Flammarion, 1975
- Niagarak, Grasset, 1976
- Le Petit Galopin de nos corps, Robert Laffont, 1977, Neuauflage mit einem Vorwort von Serge Hefez bei "Classiques H&O poche", Béziers: H&O, 2005, ISBN 2-84547-109-2
- Kurwenal ou la Part des êtres, Robert Laffont, 1977
- Je vis où je m'attache, Robert Laffont, 1978
- Le Temps voulu, Flammarion, 1979
- Portrait de Julien devant la fenêtre, Robert Laffont, 1979; Neuauflage H&O, 2006
- Le Jardin d'acclimatation, Flammarion, 1980, deutsch von Christel Kauder: Vorbeugender Eingriff, Beck & Glückler, Freiburg i. B. 1988
- Romances sans paroles, Flammarion, 1982
- Premières Pages, Flammarion, 1983
- L'Espérance de beaux voyages, 1: Eté-automne, Flammarion, 1984
- L'Espérance de beaux voyages, 2: Hiver-printemps, Flammarion, 1984
- Phénix, le paysage regarde, illustriert von Jean Dieuzaide und Lucien Clergue, P. Montel, 1984
- Louise, Flammarion, 1985
- Fête des mères, Albin Michel, 1987. Deutsch von Claude Stahl: Muttertag, Internationales Kulturwerk 1994
- Romans, un roman, Albin Michel, 1988
- Hôtel Styx, Albin Michel, 1989
- Douce France, Québec, Leméac, 1990
- La Terrasse des audiences au moment de l'adieu, Montréal, Leméac, 1990
- Ce sont amis que vent emporte, Flammarion, 1991, deutsch von Claude Stahl: Meine Freunde, die der Wind davonträgt, Kulturwerk, Hildesheim 2000
- La Vie dans l'âme, Tagebücher, Montréal, Le Jour / VLB, 1992
- Poudre d'or, Flammarion, 1993
- Dernier dimanche avant la fin du siècle, Flammarion, 1994
- La Ville Atlantique, Leméac/Actes Sud, 1996
- Dialogue de sourdes, La Traverse, Nizza 1999
- La Dame du fond de la cour, Leméac/Actes Sud, 2000
- Avant que tout me devienne insupportable, H&O, 2006
- Une Vie à écrire, H&O, 2015

### Theaterstücke
- Théâtre, 3 Bände, Flammarion, 1974, 1976, 1982

### Autobiographie
- Biographie, Flammarion, 1981
- Une vie de chat, Albin Michel, 1986, deutsch von Rudolf Kimming: Kater Tiffauges – Die Geschichte seines Lebens von ihm selbst erzählt, Hoffmann und Campe Verlag, Hamburg 1987
- Un condamné à vivre s'est échappé, Texte, Interviews und Gedichte, mit Pierre Salducci, Hull (Québec), Vents d'Ouest, 1997

## Zitate
«Zärtlichkeit tötet. Das Fehlen von Zärtlichkeit ist Mord.»
«Jeder wahre schöpferische Akt ist ein Selbstmord, bei dem keiner zusieht.»
aus: Meine Freunde, die der Wind davonträgt